# Bạo lực
Bạo lực, vũ lực hay tác động vật lý là hành vi sử dụng sức mạnh thể chất hoặc sức mạnh vũ trang với mục đích gây thương vong, tổn hại một hoặc một người hoặc một nhóm người. Bạo lực thể chất có thể là đỉnh điểm của các cuộc xung đột.
Trên thế giới, bạo lực là một vấn đề được luật pháp và văn hóa quan tâm với những nỗ lực nhằm khống chế và ngăn chặn bạo lực. Bạo lực bao trùm một khuôn khổ rộng lớn. Nó có thể là một cuộc chiến giữa hai quốc gia hay sự diệt chủng làm hàng triệu người chết.

## Tâm lý học và xã hội học

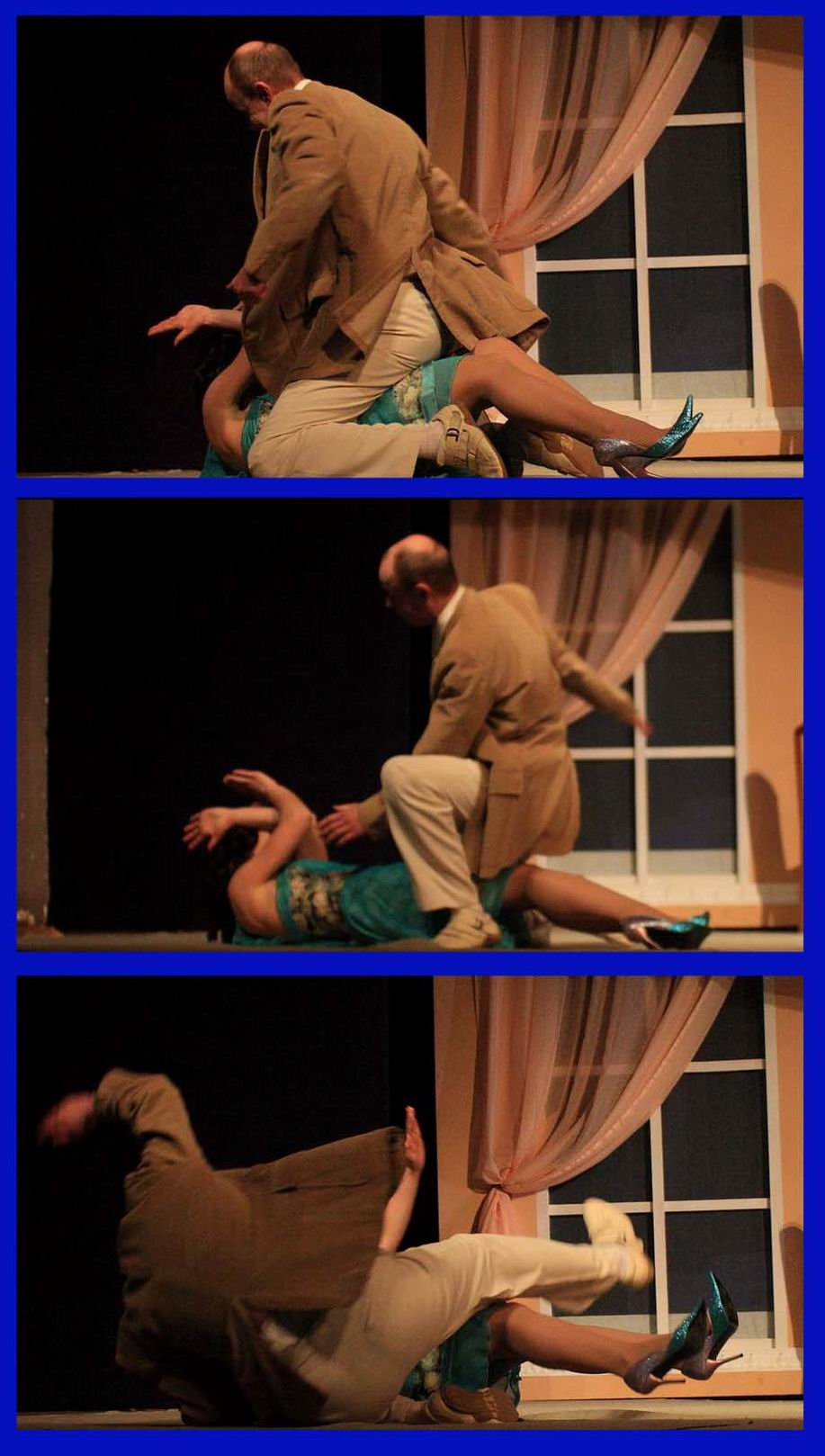

Nguyên nhân bạo lực ở con người là một trong những chủ đề nghiên của tâm lý học và xã hội học. Nhà sinh vật học thần kinh Jan Volavka nhấn mạnh rằng "hành vi bạo lực được định nghĩa như hành vi gây hấn thể chất một cách cố ý chống lại người khác".
Các nhà khoa học đồng ý với quan điểm bạo lực là cái vốn hữu ở con người. Đối với người tiền sử, đã có những bằng chứng khảo cổ chứng minh cả bạo lực lẫn hòa bình là những đặc tính sơ khai của con người.
Vì bạo lực là một vấn đề của nhận thức và là hiện tượng có thể đo lường được, các nhà tâm lý học phát hiện ra sự khác nhau trong cách con người nhận thức một hành vi là 'bạo lực'. Ví dụ, trong một nhà nước mà tử hình là một hình phạt được hợp pháp hóa, người ta thường không nhận thức người hành quyết là 'bạo lực'. Vì vậy, cách chúng ta hiểu bạo lực có liên quan tới mối quan hệ người gây hấn-nạn nhân mà chúng ta nhận thức được. Do đó, các nhà tâm lý học đã chứng minh rằng con người không coi hành vi sử dụng sức mạnh thể chất nhằm tự vệ là bạo lực, kể cả trong trường hợp sức lực được sử dụng lớn hơn cả hành vi gây hấn ban đầu.
Hình ảnh "con khỉ đực bạo lực" thường được nêu ra trong các cuộc tranh luận về bạo lực con người. Dale Peterson và Richard Wrangham trong cuốn sách "Demonic Males: Apes and the Origins of Human Violence" nhận định rằng bạo lực là cái vốn có ở con người và không thể tránh khỏi. Tuy nhiên,, William L. Ury, người biên tập cuốn sách "Must We Fight? From the Battlefield to the Schoolyard—A New Perspective on Violent Conflict and Its Prevention" phê phán sự liên tưởng về "con khỉ giết người" trong cuốn sách của ông trong đó tập hợp các cuộc tranh luận từ hai cuộc hội thảo chuyên đề của Trường Luật Harvard. Ông kết luận rằng "chúng ta có rất nhiều cơ chế tự nhiên cho hợp tác, nhằm kiểm soát xung đột, nhằm chuyển hóa gây hấn và vượt qua xung đột. Những điều này với chúng ta cũng tự nhiên như xu hướng gây hấn".
James Gilligan thì cho rằng bạo lực thường được tìm đến như là một liều thuốc giải độc cho điều xấu hổ và sự làm nhục. Việc sử dụng bạo lực nhằm bảo vệ thể diện và danh dự, đặc biệt là với nam giới, những người tin rằng bạo lực thể hiện tính đàn ông.
Steven Pinker trong bài báo với tựa đề "The History of Violence" trên The New Republic đưa ra bằng chứng cho rằng mức độ và tính tàn nhẫn của bạo lực lên con người và động vật đã giảm trong các thế kỷ qua.
Tâm lý học tiến hóa đưa ra một vài lời giải thích cho bạo lực con người trong nhiều bài viết. Goetz (2010) cho rằng con người cũng tương tự như hầu hết các loài động vật có vú và sử dụng bạo lực trong những tình cảnh cụ thể. Goetz viết rằng phần lớn vụ giết người thường bắt đầu từ những tranh cãi bình thường giữa những người đàn ông không liên quan đến nhau và rồi leo thang lên bạo lực và chết chóc. Ông cho rằng những xung đột như vậy xảy ra khi có tranh cãi về vị thế giữa những người đàn ông cùng vị thế. Nếu có sự khác nhau lớn về địa vị ngay từ ban đầu, cá nhân có địa vị thấp hơn thường không dám thách thức và nếu có thách thức thì cũng bị cá nhân có địa vị cao hơn phớt lờ. Trong cùng một môi trường có khoảng cách bất bình đẳng lớn, các cá nhân ở đáy có thể sử dụng bạo lực để giành được vị thế cao hơn.

## Liên kết
- International Handbook of violence research
- Information on James W. Prescott's work
- 1986 Seville Statement on Violence
- Introduction and Updated Information on the Seville Statement on Violence
- The Meanings of Violence and the Violence of Meanings Intercultural discussions on violence
- Text of Dom Helder Camara's classic 1971 "Spiral of Violence"
- Institute for interdisciplinary Research on Conflict and Violence[liên kết hỏng]
- Historical Violence Database Lưu trữ ngày 20 tháng 7 năm 2011 tại Wayback Machine
- American Psychological Association's Violence Prevention Office
- How Violence has Change Ciudad Juarez Lưu trữ ngày 12 tháng 9 năm 2011 tại Wayback Machine
- THE ORIGINS OF PEACE AND VIOLENCE.Deprivation of Physical Affection as a Main Cause of Depression, Aggression and Drug Abuse